# 比纳戈
比纳戈（義大利語：Binago），是意大利科莫省的一个市镇。总面积6平方公里，人口4768人，人口密度794.7人/平方公里（2009年）。ISTAT代码为013023。